# Ranma ½: La sposa dell'isola delle illusioni
Ranma ½: La sposa dell'isola delle illusioni (らんま１／２ 決戦桃幻郷! 花嫁を奪りもどせ!!?, Ranma ½: Kessen Tougenkyou! Hanayomewo Torimodose!) è un film d'animazione del 1992 diretto da Iku Suzuki.
Si tratta del secondo dei tre film cinematografici ispirati ai personaggi di Ranma ½ creati da Rumiko Takahashi. Il film è conosciuto sul mercato internazionale con il titolo Ranma ½: Nihao My Concubine, parodia del titolo del film Addio mia concubina. In Italia è stato pubblicato in VHS e DVD dalla Dynit.

## Trama
Una gita in barca organizzata da Tatewaki Kuno, in cui si erano infiltrati Ranma e tutti i suoi amici, si risolve in un naufragio in un'isola sperduta in mezzo all'oceano. Qui le ragazze cominciano a sparire una per volta, rapite dai misteriosi abitanti di un'isoletta vicina. A organizzare i rapimenti è il giovanissimo Toma, che in preda alla solitudine ha deciso di organizzare una specie di concorso fra donne, la cui vincitrice diverrà sua moglie. Ranma e tutti gli altri devono affrontare gli emissari di Toma, per riuscire a salvare le proprie ragazze.

## Personaggi

### Personaggi aggiunti nel film
Toma
Il Principe Toma è il legittimo erede della famiglia reale che governa l'Isola delle Illusioni, una grande isola galleggiante, che si sposta sugli oceani seguendo le correnti marine. Qui sgorga una sorgente magica con il potere di trasformare definitivamente in uomo chiunque si immerga in essa. Per questo motivo non ci sono donne sull'isola, siché i suoi abitanti devono cercare altrove mogli e fidanzate.
Sarutoru
Sarutoru vive sull'Isola delle Illusioni e svolge per il Principe Toma le molteplici funzioni di segretario, maggiordomo, attendente, capo delle guardie, rapitore delle ragazze da marito, arbitro della gara di arti marziali specifiche per il matrimonio, ambasciatore e via dicendo.
Toristan
Traslitterazione giapponese del nome Tristan. È uno dei due più stretti collaboratori di Sarutoru nella gestione del Palazzo Reale dell'Isola delle Illusioni. Insieme a Wanton assiste il suddetto Sarutoru quando vede rapire le partecipanti della gara di arti marziali specifiche per il matrimonio e sorveglia la gara stessa. Toristan si occupa anche di presentare il conto alle ragazze che volessero abbandonare l'isola senza partecipare alla gara ma dopo aver sfruttato tutte le costose comodità del Palazzo.
Wanton
Traslitterazione giapponese di una pasta ripiena cinese. Insieme a Toristan è stretto collaboratore di Sarutoru nella gestione del Palazzo Reale dell'Isola delle Illusioni. Anche Wanton (sempre insieme a Toristan) assiste Sarutoru quando deve rapire le ragazze che partecipano controvoglia alla gara. Wanton è grosso e robusto ma incapace di parlare, eccezion fatta per alcuni versi e monosillabi.

## Produzione
Il film porta la firma dei medesimi autori del precedente Le 7 Divinità della Fortuna, ma lo staff, come la critica ha voluto a più riprese sottolineare, è andato a colmare le ingenuità commesse nell'antecedente lungometraggio.
In questa occasione la character design Atsuko Nakajima è riuscita a potenziare le qualità grafiche dei personaggi (Akane, Nabiki, Shampoo e Ukyo, spesso indaffarate a ostentare atteggiamenti poco seducenti, qui rivelano tutta la loro sorprendente carica femminile) enfatizzati ulteriormente dalle valide animazioni realizzate dallo Studio Deen.